# حسن فراهانی
حسن فراهانی (زادهٔ ۲ تیر۱۳۵۰) موسیقی‌دان، نوازندهٔ ترومپت و آهنگساز اهل ایران است.

## زندگی‌نامه
حسن فراهانی، دوم تیر سال ۱۳۵۰ در تهران متولد شد. او در نوجوانی به دلیل علاقه به موسیقی به فراگیری و نوازندگی کیبورد پرداخت. سپس در ۱۸ سالگی با ساز ترومپت آشنا شد و در بیست سالگی دوره‌های پیشرفتهٔ سازِ ترومپت را به مدت چهار سال نزد «امیر بهشتی» نوازندهٔ سرشناس ارکستر سمفونیک تهران و هنرستان موسیقی آغاز و به اتمام رساند و در مسیر یادگیری از آموزش‌ها و راهنمایی‌های «کیومرث میردادیان» و منوچهربیگلری نیز بهره برد.

## فعالیت‌های هنری
برخی از فعالیت‌های هنری حسن فراهانی به شرح زیر است:
همکاری با ارکستر سمفونیک تهران به مدت ۱۲ سال، همکاری با ارکستر ملی ایران، همکاری با «ارکستر سمفونیک صدا و سیما» به مدت ۲۲ سال، همکاری با «ارکستر سمفونیک البرز»، همکاری با «ارکستر دی» به رهبری ناصر رحیمی٬ همکاری با «ارکستر سمفونیک تونیک»، نوازندگی در «ارکستر بادی کارا»، نوازندگی در کنسرت «باران عشق» به آهنگسازی ناصر چشم‌آذر، نوازندگی در «ارکستر فرهنگی شهر تهران» به رهبری نادر مشایخی همکاری و اجرای کنسرت با خوانندگانی نظیر: حسام‌الدین سراج ناصر عبداللهی حمید حامی٬ نیما مسیحا، محسن یگانه٬ محمدرضا گلزار٬ امید حاجیلی٬ علی لهراسبی، شهاب مظفری، عماد طالب‌زاده٬ سبحان اکرامی٬ غلامرضا صنعتگر و … بخشی از فعالیت‌های وی در زمینهٔ نوازندگی است.

## آثار
از جمله آثار موسیقی که حسن فراهانی در آن‌ها حضور داشته و انتشار یافته‌است، به موارد زیر می‌توان اشاره کرد:

### نوازندگی در آلبوم‌های موسیقی

#### بی‌کلام
- «سمفونی صلح»، به آهنگسازی مجید انتظامی.[۲۴]
- «سمفونی مقاومت»، به آهنگسازی مجید انتظامی.[۲۵]
- «سمفونی ایثار»، به آهنگسازی مجید انتظامی.[۲۶]
- «اخراجی‌ها» (موسیقی فیلم)، به آهنگسازی فریدون شهبازیان.[۲۷]
- «بادیگارد» (موسیقی فیلم)، به آهنگسازی کارن همایونفر.[۲۸]
- «تردید» به آهنگسازی علی صمدپور.[۲۹]
- «ایستاده در غبار» (موسیقی فیلم)، به آهنگسازی حبیب خزایی‌فر.[۳۰]
- «سونامی عشق» (موسیقی فیلم)، به آهنگسازی ایمان جعفری پویان.[۳۱]
- «بوسه بر بال‌های پروانه» (کار گروهی آهنگسازان)، با تکنوازی علی جعفری پویان.[۳۲]
- «دلبری» (موسیقی فیلم)، به آهنگسازی فرید سعادتمند.[۳۳]
- «زندگی» به آهنگسازی عباس علوی و تنظیم حسین کاج[۳۴]
- «چشمان» به آهنگسازی امید آزادگان.[۳۵]

#### باکلام
- «قصهٔ نگفته»، به خوانندگی حسین زمان.[۳۶]
- «ماه غریبستان»، به خوانندگی محمد اصفهانی.[۳۷]
- «حامی» ، به خوانندگی حمید حامی.[۳۸]
- «آلونک» ، به خوانندگی منوچهر طاهرزاده.[۳۹]
- «یعنی درد»، به خوانندگی رضا صادقی.[۴۰]
- «یکی بود، یکی نبود»، به خوانندگی رضا صادقی.[۴۱]
- «فقط گوش کن»، به خوانندگی رضا صادقی.[۴۲]
- «شش»، به خوانندگی فرزاد فرزین.[۴۳]
- «جاذبه»، به خوانندگی حامد محضرنیا.[۴۴]
- «پای پیاده»، به خوانندگی پدرام اخلاقی.[۴۵]
- «رگ خواب»، به خوانندگی محسن یگانه.[۴۶]
- «فصل تازه»، به خوانندگی احسان خواجه امیری.[۴۷]
- «من و بابا»، به خوانندگی احسان خواجه امیری.[۴۸]
- «زیر آسمون شهر»، به خوانندگی امیر تاجیک.[۴۹]
- «زندگی»، به خوانندگی امیر تاجیک.[۵۰]
- «خط پا» (ِلی لِی)، به آهنگسازی و خوانندگی رضا آریایی.[۵۱]
- «بخوان»، به آهنگسازی و خوانندگی بابک بوبان.[۵۲]
- «نارنجی»، به خوانندگی اردوان سپه‌پور.[۵۳]
- «تنها ماندگار»، به خوانندگی رامتین اسکروچی.[۵۴]
- «نازنین گل»، به خوانندگی محسن صیرفی.[۵۵]
- «یه شب قدِ پنجاه سال»، به خوانندگی امیرحسین سمیعی.[۵۶]
- «اولین نگاه»، به خوانندگی سعید علیپوریان.[۵۷]
- «می خوام بگم»، به خوانندگی محسن نیکبخت.[۵۸]
- «رؤیا»، به خوانندگی سینا حجازی.[۵۹]
- «بی تکرار»، به خوانندگی دامون نوردین.[۶۰]
- «دروغ عاشقونه»، به خوانندگی محسن داداشی.[۶۱]
- «استرس»، به خوانندگی محمد دیبا.[۶۲]
- «رؤیای نقره‌ای»، به خوانندگی بهزاد عباسی.[۶۳]
- «گریه تعطیله» ، به خوانندگی ایمان سیاهپوشان.[۶۴]
- «ساعت خواب» ، به خوانندگی مجتبی دل‌زنده.[۶۵]
- «همراز» به خوانندگی مجید اخشابی[۶۶]
- «پریزاد» به خوانندگی مجید اخشابی.[۶۷]
- «پژواک سکوت» به خوانندگی پوریا رحیمیان.[۶۸]
- «رنگ آفتاب» به خوانندگی امیرحسین نوشالی.[۶۹]
- «سکوت شیشه‌ای» به خوانندگی مجتبی تیموری[۷۰]
- «برمی‌گردم» به خوانندگی محمدرضا عیوضی.[۷۱]
- «خاطره موندنی» به خوانندگی مراد حاتمی.[۷۲]

### آهنگسازی و تنظیم
- آهنگسازی، تنظیم و نوازندگی آلبوم موسیقی «برگ‌های سبز تابستان» (بی‌کلام).[۷۳]
- تنظیم قطعات دوم و ششم آلبوم «جوانی» به خوانندگی امیر کریمی.[۷۴]
- آهنگسازی و تنظیم قطعهٔ «بغص بی‌صدا» به خوانندگی امید جعفری.[۷۵]
- آهنگسازی و تنظیم ترانهٔ «مادر» به خوانندگی حمید غلامعلی.[۷۶]
- آهنگسازی و تنظیم ترانهٔ «بهاری» به خوانندگی حمید خندان[۷۷]
- آهنگسازی و تنظیم ترانهٔ «عطر خیال» به خوانندگی علی تفرشی[۷۸]
- آهنگسازی و تنظیم ترانهٔ «مسافر» به خوانندگی جاوید عسگری[۷۹]
- آهنگسازی و تنظیم ترانهٔ «عطر عاشقی» به خوانندگی بهرام پائیز[۸۰]
- آهنگسازی و تنظیم ترانهٔ «یه لحظه» به خوانندگی پدرام اخلاقی[۸۱]
- آهنگسازی و تنظیم یک قطعه از آلبوم «پای پیاده» به خوانندگی پدرام اخلاقی.[۸۲]
- تنظیم تک‌آهنگ «باورت کردم» با آهنگسازی و خوانندگی سالک سرلک.[۸۳]
- تنظیم تک‌آهنگ «تو کی هستی» با آهنگسازی و خوانندگی سالک سرلک.[۸۴]
- تنظیم تک‌آهنگ «بهار عاشقانه من» با آهنگسازی و خوانندگی سالک سرلک.[۸۵]
- تنظیم تک‌آهنگ «حال من خوبه» با آهنگسازی و خوانندگی سالک سرلک.[۸۶]